# Wybory parlamentarne w Libanie w 1996 roku
Wybory parlamentarne w Libanie odbyły się w pięciu turach pomiędzy 18 sierpnia a 16 września 1996 roku. 
Już w czerwcu 1996 roku rząd zaakceptował nową ordynację wyborczą. Zgodnie z nią wybory miały być przeprowadzone w czterech z pięciu prowincji (muhafazat): Asz-Szamal, Al-Dżanub, Bejrut i Al-Bika. W piątej zaś prowincji Dżabal Lubnan oddzielnie dla każdego okręgu (kada). Celem tego posunięcia było utrudnienie wyboru maronickich przywódców opozycyjnych, a także zapobieżenie zwycięstwu nad najważniejszymi przywódcami rządowymi, takimi jak Walid Dżumblatt. Protesty i skierowanie sprawy do Trybunału Konstytucyjnego nie na wiele się zdały.
Na 128 miejsc w Zgromadzeniu Narodowym Bejrutowi przypadło 19, prowincji Al-Bika - 23, prowincjom Al-Dżanub i An-Nabatijji - 23, prowincji Asz-Szamal - 28, prowincji Dżabal Lubnan - 35.

## Pierwsza tura
Pierwsza tura wyborów odbyła się 18 sierpnia w Dżabal Lubnan, gdzie do zdobycia było 35 mandatów. W porównaniu z poprzednimi wyborami w Dżabal Lubnan zaznaczyła się wysoka frekwencja. Zwycięstwo przypadło poplecznikom rządu Rafika al-Haririego (który wszedł w sojusz wyborczy z Nabihem Berrim) zdobywając 32 z 35 miejsc. Aż 23 deputowanych poprzedniej kadencji zachowało swój mandat.

## Druga tura
W drugiej turze wyborów, w Asz-Szamal, 25 sierpnia zwyciężyli opozycyjni kandydaci.

## Trzecia tura
Trzecia tura miała miejsce w Bejrucie 1 września. Opozycja zdobyła 14 z 19 miejsc w parlamencie, sam al-Hariri uzyskał jednak najwięcej głosów. Miejsce w parlamencie zdobył wielki krytyk rządu, były premier Salim al-Huss. Marginalizacja Hezbollahu przypisana była większej współpracy Al-Haririego z przewodniczącym parlamentu i przywódcą Amalu, Nabihem Berrim.

## Czwarta tura
W Al-Dżanub i An-Nabatijji 8 września zwyciężył sojusz wyborczy Hezbollahu i Amalu, który wraz z innymi mniejszymi, sympatyzującymi z szyitami, zdobył wszystkie 23 miejsca.

## Piąta tura
W ostatniej turze wyborów 16 września w prowincji Al-Bika 22 z 23 miejsc przypadło partią Amal i Hezbollah będącym w sojuszu wyborczym.